# Велика п'ятірка (психологія)

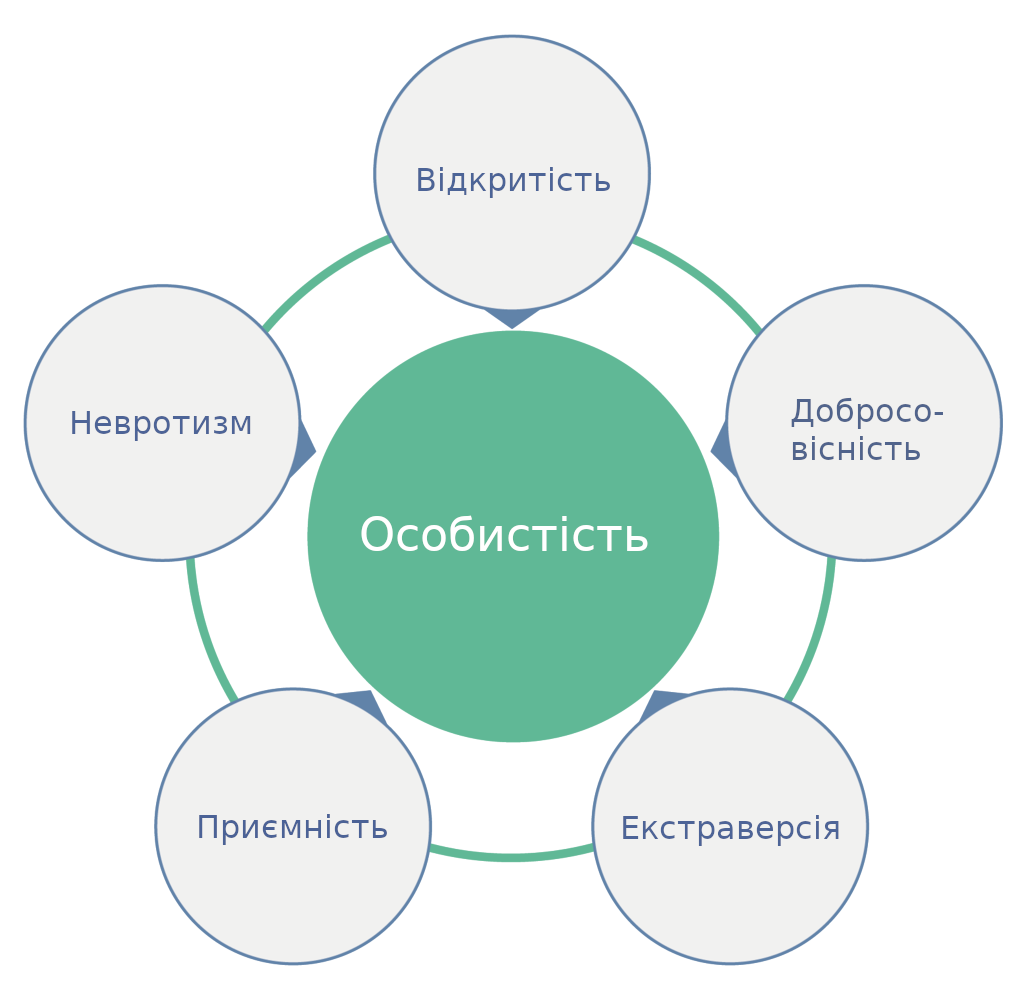
Велика п'ятірка рис особистості

Велика п'ятірка — ієрархічна модель особистості, що представляє п'ять основних рис, що складають особистість людини. «Велика п'ятірка» є найпоширенішою концепцією особистості серед дослідників.
Для кращого запам'ятовування в англомовній літературі п'ять рис складають в акронім «OCEAN»:
- англ. Openness — відкритість досвіду. Схвальне сприйняття мистецтва, емоцій, пригод, незвичайних ідей, цікавість та різноманітність досвіду
- Conscientiousness — сумлінність. Тенденція бути організованим та надійним, демонструвати самодисципліну, діяти слухняно, прагнути до досягнення і віддавати перевагу планованій, а не спонтанній поведінці. Висока сумлінність часто сприймається як упертість і одержимість. Низька сумлінність пов'язана з гнучкістю і спонтанністю, але може також виявлятися як неспроможність та відсутність надійності.
- англ. Extraversion — екстраверсія. Енергія, позитивні емоції, комунікабельність, та тенденція шукати стимуляцію в компанії інших та балакучість. Висока екстраверсія часто сприймається як шукання уваги і панування. Низька екстраверсія викликає захищену, відбивну індивідуальність, яку можна сприймати як віддалену або самопоглинаючу. Екстравертні люди мають тенденцію бути більш домінуючими в соціальній обстановці, на відміну від інтровертних людей, які можуть діяти більш сором'язливими і застереженими в цьому середовищі.
- англ. Agreeableness — привітність. Тенденція бути співчутливим та кооперативним, а не підозрілим та антагоністичним щодо інших. Це також є показником довірливого і альтруїстичного характеру, а також, чи є людина загалом добре вихованою, чи ні. Висока злагодженість часто розглядається як наївність або покірність. Низький показник, часто є індикатором конкурентності чи складності людини, які можуть розглядатися як любителі сперечатися або неблагонадійні.
- англ. Neuroticism — невротизм. Тенденція бути схильним до психологічного стресу. Тенденція легко відчувати неприємні емоції, такі як гнів, тривога, депресія та уразливість. Невротизм також належить до ступеня емоційної стійкості та імпульсного контролю, і його іноді називають «емоційною нестійкістю». Висока стійкість проявляється як стабільна і спокійна особистість, але її можна розглядати як незворушливу та байдужу. Низька стабільність виявляється як реактивна і збудлива особистість, часто зустрічається в динамічних індивідів, але може сприйматися як нестабільна або небезпечна. Крім того, люди з більш високим рівнем невротизму, як правило, мають гірше психологічне благополуччя.

П'ять особистісних рис у прийнятті рішень чітко визначені: високий "нейротизм" погіршує ефективність прийняття рішень в умовах ситуативного тиску, "сумлінність" має позитивний вплив на здатність залишатись зосередженим на вирішенні завдань, але негативно пов'язана із здатністю використовувати навички прийняття рішень в інших типах завдань. Відкритість та екстраверсія мають позитивну пов'язаність з прийняттям спонтанних та інтуїтивних рішень, а "доброзичливість" пов'язана із вагомістю соціального впливу на прийняття рішень.

## Вимірювання
Існують декілька методологій вимірювання (визначення) Великої П'ятірки:
- International Personality Item Pool[en] (IPIP)[5]
- Interactive version of the IPIP Big-Five Factor Markers[6]
- Revised NEO Personality Inventory (NEO PI-R)[en]

## Критика
Запропонована модель «Великої п'ятірки» піддалась серйозній критичній перевірці в ряді опублікованих досліджень.Встановлено, що існують обмеження масштабу моделі Велика п'ятірка як пояснювальної або прогностичної теорії.Також стверджувалося, що показники Великої п'ятірки складають лише 56% сфери нормальних рис особистості (навіть без урахування аномальної сфери рис особистості).Крім того, статистична «Велика п'ятірка» не заснована на теорії, це просто статистичне дослідження визначених дескрипторів, які мають тенденцію групуватися разом, часто на основі неоптимальних процедур факторного аналізу.Показники конструкцій Великої п'ятірки, мабуть, демонструють деяку узгодженість в інтерв’ю, самоописі і спостереженнях, і ця статична п’ятифакторна структура, судячи з усього, виявляється в широкому колі учасників різного віку та культур.Тим не менш, у той час, як генотипові параметри темпераменту можуть проявлятися в різних культурах, фенотиповий вияв особистісних рис сильно відрізняється в різних культурах залежно від різних соціокультурних умов та емпіричного навчання, яке має місце в різних культурних умовах.Більш того, той факт, що модель «великої п'ятірки» була заснована на лексичній гіпотезі (тобто на вербальних дескрипторах індивідуальних відмінностей), вказувала на сильні методологічні недоліки цієї моделі, особливо у відношенні її основних факторів, екстраверсії та невротизму. По-перше, в вербальних оцінках людей присутній природний просоціальний мовний нахил. Зрештою, мова — це винахід групової динаміки, яка була розроблена для забезпечення соціалізації та обміну інформацією, а також для синхронізації групової діяльності. Таким чином, ця соціальна функція мови створює нахил в бік спільності, в словесних описах людської поведінки: більше слів, що стосуються соціальних, ніж з фізичними або навіть психічними аспектами поведінки. Тільки кількість таких дескрипторів змушує їх згрупувати в самий великий фактор будь-якої мови, і таке групування не має нічого загального з тим, як влаштовані основні системи індивідуальних відмінностей. По-друге, в емоційності також присутня схильність до негативності (тобто більшість емоцій мають негативну афективність), і в мові більше слів для опису негативних, а не позитивних емоцій. Така асиметрія емоційної валентності створює ще один нахил в мові. Експерименти з використанням підходу лексичної гіпотези дійсно довели, що використання лексичного матеріалу показує результативну розмірність у відповідності з прогнозом спільності мови та прогнозом негативності емоційності, групуючи всі оцінки навколо цих двох вимірювань. Це означає, що два найбільших виміру в моделі «Великої п'ятірки» можуть бути просто артефактом лексичного підходу, який використовується в цій моделі.